# 北方大语系
北方大语系，也稱北風語系，是一个假设的总语系，包含世界上除撒哈拉以南非洲、新几内亚、澳大利亚和安达曼群岛外大多数语系。它的支持者认为欧亚大陆和邻近区域的各种语言存在语系关系，均分化自末次冰盛期后的旧石器时代晚期的一千年内。“北方”是因为它囊括了北半球的绝大多数语言。北方大语系的存在有哈罗德·弗莱明（Harold C. Fleming）和谢尔盖·阿纳托利耶维奇·斯塔罗斯金两说。

## 弗莱明模型
“北方大语系”的概念最早由哈罗德·弗莱明（Harold C. Fleming） （1987）提出，当时他假设了一个“欧亚超级语门”，在Fleming （1991）和更晚的出版物中以“北方大语系”称呼。在弗莱明模型中，北方大语系包括10个不同的群：亚非语系、南高加索语系、达罗毗荼语系、一个包括苏美尔语、埃兰语和其他古近东已灭绝语言的语系、欧亚语系（约瑟夫·格林伯格假设它包括印欧语系、乌拉尔语系、阿尔泰语系和其他几个语系）、大高加索语系（约翰·本特森的假说，包括巴斯克语和布鲁夏斯基语）、叶尼塞语系、汉藏语系、纳-德内语系和阿美林德语系。
哈罗德·弗莱明在2002年发现，诺斯特拉语系和德内-高加索语系间在北方大语系内部没有超语门的关系，而且它内部分支间的语言亲属关系可能比诺斯特拉语系或德内-高加索超语门更复杂。
然而，在2013年，弗莱明在与史蒂芬·泽古拉（Stephen L. Zegura）、詹姆斯·哈罗德（James B. Harrod）、约翰·本特森和肖马尔卡·凯塔（Shomarka O.Y. Keita）合作的文章中:143-188改变了他对这个问题的看法，在那篇文章里他认为诺斯特拉语系和德内-高加索语系作为北方大语系下的语门是有根有据、确凿无疑的假说。
弗莱明关于北方大语系的工作是受约瑟夫·格林伯格的欧亚语系拓展所启发，并且是朝向“有效单元”的。他否定了诺斯特拉语系——是比欧亚语系略广的假说——并保留了德内–高加索语系的调整——包含汉藏语系、叶尼塞语系、巴斯克语、其他几个语系和孤立语的假说。弗莱明称北方大语系为“种系链”而不是超语门。他注意到他的模型与莫里斯·斯瓦迪士的瓦斯科尼亚-德内语系假说很像，不过他还注意到了瓦斯科尼亚-德内语系和德内-高加索语系间的相似性。他认为北方大语系与5到4.5万年前黎凡特、欧洲和欧亚大陆西部旧石器时代晚期的出现密切相关，并观察到它和高加索人种、北蒙古人种的外观密切相关，例外有印度南部、中国南部、埃塞俄比亚西南、尼日利亚北部和乍得。
据Fleming, Bengtson, Zegura, Harrod和Keita （2013）:143-188，北方大语系的系统发生位置如下：* “北方大语系”（种系链）
- - （1）
    - 亚非语系[6]

  - c） （2） （它们之间的语言差异很大，与其他北方大语系的语言关系异常）[7]
    - 苏美尔语
    - 埃兰语
    - 胡里安-乌拉尔图语系
    - 哈提克语

  - a） （3）
    - 南高加索语系

  - b） （4）
    - 达罗毗荼语系

  - d） （5）
    - 欧亚语系
      - 第勒尼安语系（包括伊特拉斯坎语）
      - 印欧语系
      - 乌拉尔语系
      - 尤卡吉尔语
      - 爱斯基摩–阿留申语系
      - 楚科奇-堪察加语系
      - 跨欧亚语系
        - 阿尔泰语系
          - 突厥语系
          - 蒙古语系
          - 通古斯语系

        - 朝鲜语系
        - 日本-琉球语系

      - 尼夫赫语
      - 阿伊努语（?）（暂定）[8]:143-188**e） （6）

    - 瓦斯科尼亚-高加索语系（基于约翰·本特森的假设）
      - 北高加索语系
        - 东北高加索语系
        - 西北高加索语系

      - 巴斯克语

  - f） （7）
    - 布鲁夏斯基语
    - 叶尼塞语系

  - g） （8）
    - 汉藏语系

  - h） （9）
    - 纳-德内语系

  - i） （10）
    - 阿美林德语系 （由约瑟·格林伯格概括） （一个有效的分类单元，各个子分类之间差异很大）
- 南方大语系（不在北方大语系中）（Fleming et al.[4]并不确定它是否和北方大语系有亲缘关系）
  - 澳台语系
    - 南岛语系
    - 壮侗语系

  - 苗瑶语系
  - 南亚语系
  - 阿伊努语（？）

## 斯塔罗斯金模型

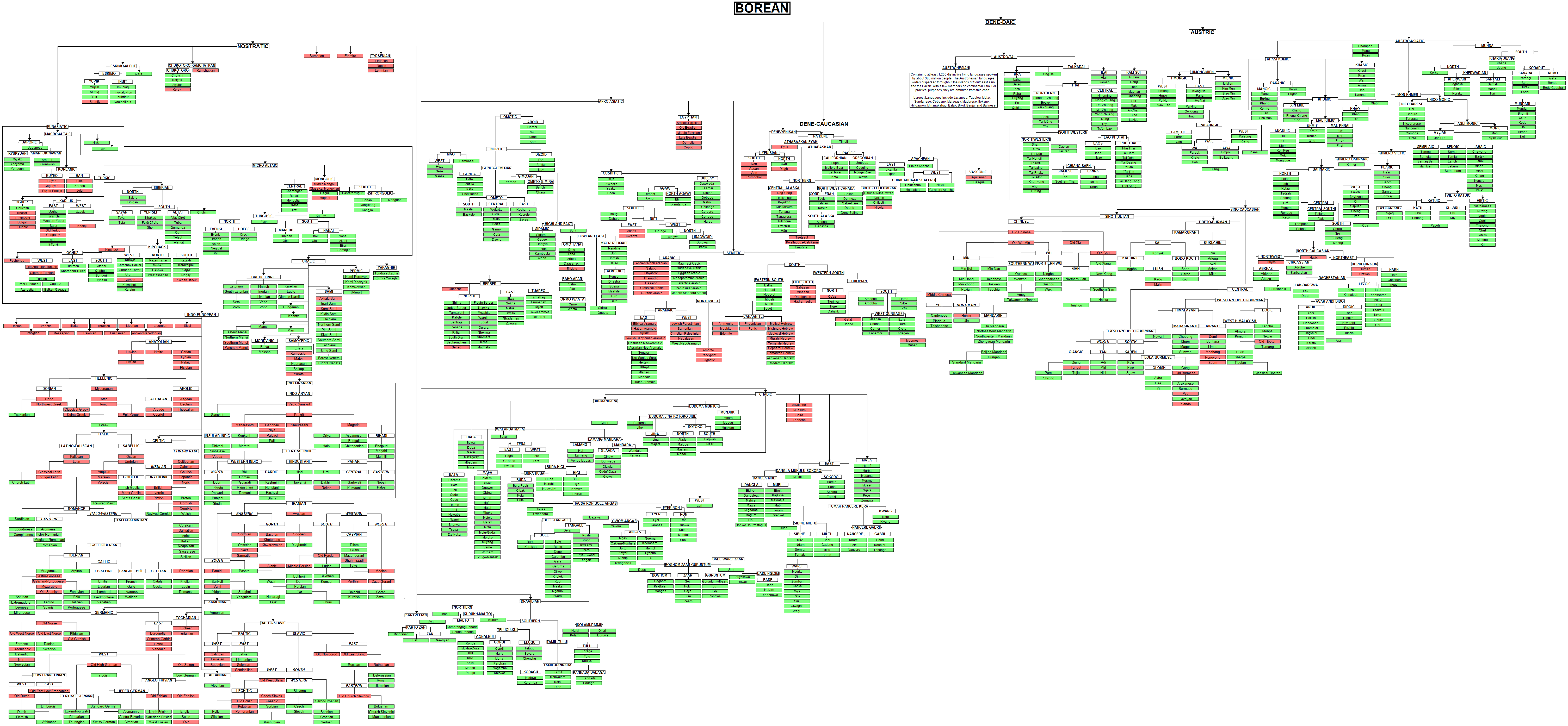
斯塔罗斯金北方大语系系统树

按斯塔罗斯金 （2002）的设想，北方大语系可划为两支，诺斯特拉语系（从广义上说，包含欧亚语系和亚非语系）和德内–傣语系，后者包括德内-高加索语系和南方大语系。斯塔罗斯金暂时将北方大语系祖语的时代定在旧石器时代晚期，约1.6万年前。斯塔罗斯金的模型横跨欧亚大陆，还包含北非和非洲之角的亚非语系、爱斯基摩–阿留申语系和新大陆的纳-德内语系。
默里·盖尔曼、伊利亚·佩洛斯（Ilia Peiros）和斯塔罗斯金坚持认为比照法暗示了某些超语系（德内-高加索语系和欧亚语系）的强烈证据，但对其他的来说（亚非语系和南方大语系）则还不够。他们认为，既然这些语系的内部构拟尚且不完善，将严格的比照法应用于更古老、更大的群系是不可能的。然而，他们认为这不是理论问题而是技术问题，并坚称距今1万年以上的语言学联系仍能被还原，因为“研究这个问题的对象不是现代语言，而是被构拟出的祖语，它们之间比现代的后代之间更像。”他们相信，像欧亚语系这样的超语系的优质重建，最终可以帮我们发现更深层的语言关系。虽然目前这样的“极深”关系仍停留在推测的阶段，他们还是坚持欧亚大陆这些语系间的数个形态上的相似性不是偶然，其中许多被斯塔罗斯金收录进一个特殊的数据库，稍后以他自己的不太可能是偶然的发现加以补充，最终使得北方超语系假设成为可能。
他们还假设了“北方大语系”和其他语系间的可能联系。他们的比较数据支持科伊桑语系不属于北方大语系，且可能的联系更遥远。其他非洲语系，如尼格罗-刚果语系、东苏丹语族、中苏丹语族和科尔多凡语族如何与北方大语系联系仍待考证。它们与美洲原住民语言的情况也尚待解决。北方大语系和跨新几内亚语系间有点词汇相似性，但仍不足以建立稳定的联系。他们评论说，虽然初步数据表明北方大语系非洲、美洲和印度-太平洋地区的一些超语系可能存在联系，仍需要进一步的研究以确定这些语系是否与北方大语系或其未识别的分支有关。盖尔曼等注意到他们假设的北方大语系模型与弗莱明模型有很大差异。
斯塔罗斯金在2005年逝世，他的假说停留在起步阶段，他收集到的大部分资料线上都可用。:xxvi
斯塔罗斯金提出的北方大语系系统发生组成如下：
- “北方大语系”
  - 诺斯特拉语系 （推测，Holger Pedersen 1903）
    - 印欧-乌拉尔语系 （推测，约瑟·格林伯格 2000）
      - 印欧语系 （广泛承认语系）
      - 阿尔泰语系 （广泛质疑，Roy Andrew Miller 1971, Gustaf John Ramstedt 1952, Matthias Castrén 1844）
        - 日本-琉球语系 （广泛承认语系）
        - 朝鲜语系 （广泛承认语系）
        - 突厥语系 （广泛承认语系）
        - 满-通古斯语系 （广泛承认语系）
        - 蒙古语系 （广泛承认语系）
        - 尼夫赫语 （孤立语言）
        - 阿伊努语 （孤立语言）

      - 乌拉尔语系  （广泛承认语系）
      - 尤卡吉尔语 （孤立语言）

    - 古西伯利亚语言 （系统发生联系被广泛质疑）
      - 爱斯基摩–阿留申语系 （广泛承认语系）
      - 楚科奇-堪察加语系 （广泛承认语系）

    - 苏美尔语 （孤立语言）
    - 埃兰语 （孤立语言）
    - 南高加索语系 （广泛承认语系）
    - 达罗毗荼语系 （广泛承认语系）
    - 亚非语系 （广泛承认语系）

  - 德内–傣语系 （推测，Starostin 2005）
    - 德内–高加索语系 （推测，Nikolayev 1991；由Bengtson 1997拓展），比较德内-叶尼塞语系（Edward Vajda 2008）
      - 叶尼塞语系 （广泛承认语系）
      - 纳-德内语系 （广泛承认语系）
      - 伊比利亚语 （孤立语言）
      - 巴斯克语 （孤立语言）
      - 汉-高加索语系（推测，Starostin 2006）
        - 汉藏语系 （广泛承认语系）
        - 布鲁夏斯基语 （孤立语言）
        - 北高加索语系 （广泛承认语系）
        - 哈提克语 （孤立语言）
        - 胡里安-乌拉尔图语系 （广泛承认语系）

    - 南方大语系 （推测，Wilhelm Schmidt 1906）
      - 澳台语系  （推测，Paul Benedict 1942）
        - 南岛语系 （广泛承认语系）
        - 壮侗语系 （广泛承认语系）

      - 苗瑶语系 （广泛承认语系）
      - 南亚语系  （广泛承认语系）

## 其他语言

### 苏美尔语
艾伦·邦哈德（Allan Bomhard）认为苏美尔语不是原始诺斯特拉语的直系后代，而是来自其姐妹语。换句话说，苏美尔语来自比原始诺斯特拉语更早的祖语，苏美尔语和诺斯特拉语系关系很近，但并不属于它。:7

### 南高加索语系
邦哈德认为南高加索语系比诺斯特拉语系内其他语系更接近欧亚语系，差异因为南高加索语系从欧亚语系在极早期分离

## 假说接受度
阿霞·比列茨威格（Asya Pereltsvaig）在《世界语言：导论》中认为，北方大语系的两种模型都是“争议性而试探性的”。